# Trichocolea pluma
Trichocolea pluma là một loài rêu trong họ Trichocoleaceae. Loài này được Dumort. mô tả khoa học đầu tiên năm 1835.
Danh pháp khoa học của loài này chưa được làm sáng tỏ. 